# モラエス通り

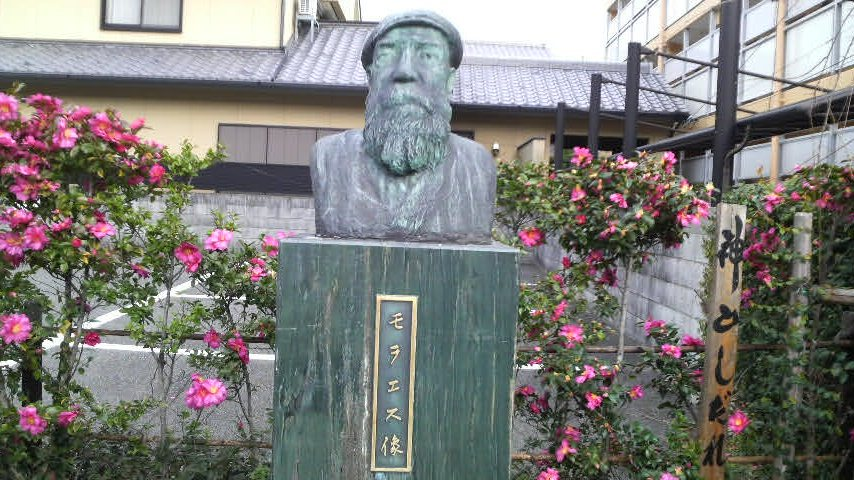
モラエス旧居跡碑前

モラエス通り（モラエスとおり）は、徳島県徳島市伊賀町一帯に名付けられた通り名である。

## 概要
ポルトガルの外交官であったヴェンセスラウ・デ・モラエスの旧居跡（伊賀町3）を1975年（昭和50年）11月1日に伊賀町1丁目から同町3丁目と改め、「モラエス通り」と命名した。徳島市のシンボルである眉山の麓に位置する住宅街である。モラエスはこの通りに1913年（大正2年）から1929年（昭和4年）までの16年間居住していた。
通りの起点には瑞巌寺があり、通りには1998年（平成10年）にモラエスを顕彰する為モラエスの旧居跡前に建てられたモラエス像やモラエスの墓所である潮音寺がある。

## モラエス通りにある主な名所

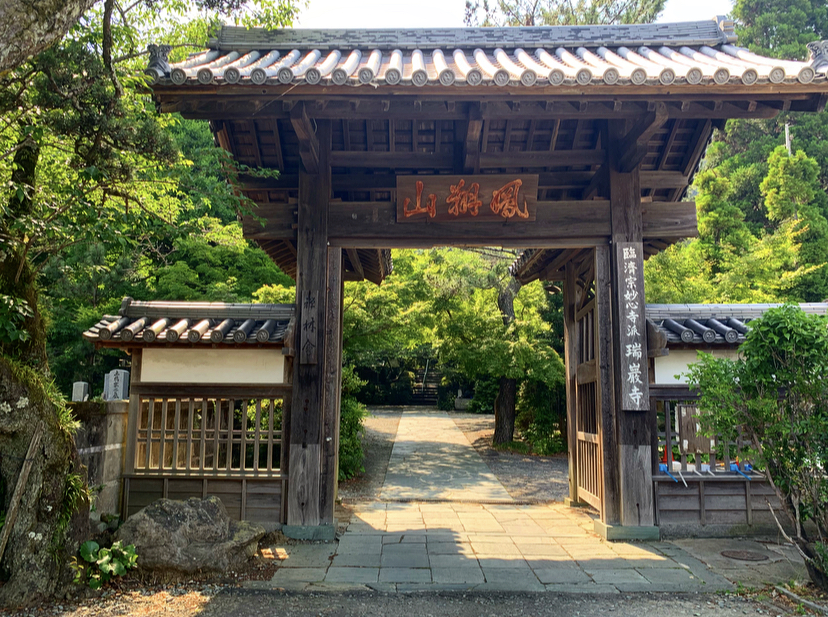
瑞巌寺

- 潮音寺（モラエス墓所）
- 観音寺
- 光仙寺
- 瑞巌寺
- モラエス旧居跡碑前
- 忌部神社
- 八幡神社
- 金刀比羅神社
- 徳島眉山天神社